# Pieter van Bosse
Pieter Philip van Bosse (Amsterdam, 16 december 1809 – Den Haag, 21 februari 1879) was een belangrijk liberaal politicus die tussen 1848 en 1871 in zes kabinetten minister van Financiën was. Van Bosse studeerde in Leiden, waar hij in 1834 promoveerde. Oorspronkelijk was hij fabrikant en advocaat, en nadien staatsraad. Hij liberaliseerde als minister onder Thorbecke de handel en scheepvaart. Zijn wet tot afschaffing van het dagbladzegel in 1869 betekende een grote stimulans voor de verschijning van kranten. In 1870 was hij verantwoordelijk voor de wijziging van de Postwet 1850, waardoor in Nederland de briefkaart kon worden ingevoerd. In het Kabinet-Kappeyne van de Coppello was hij op hoge leeftijd (68 jaar) nog minister van Koloniën. Zijn dochter was schilderes Marie Bilders-van Bosse.
Schimmelpenninck ·
De Kempenaer ·
Thorbecke ·
Van Hall ·
Van der Brugghen ·
Rochussen ·
Van Zuylen van Nijevelt ·
Van Heemstra ·
Fransen van de Putte ·
Van Zuylen van Nijevelt ·
Van Bosse ·
De Vries ·
J. Heemskerk ·
Kappeyne van de Coppello ·
Van Lynden van Sandenburg ·
Mackay ·
Van Tienhoven ·
Roëll ·
Pierson ·
Kuyper ·
De Meester ·
T. Heemskerk ·
Cort van der Linden ·
Ruijs de Beerenbrouck ·
Colijn ·
De Geer ·
Gerbrandy ·
Schermerhorn ·
Beel ·
Drees ·
De Quay ·
Marijnen ·
Cals ·
Zijlstra ·
De Jong ·
Biesheuvel ·
Den Uyl ·
Van Agt ·
Lubbers ·
Kok ·
Balkenende ·
Rutte ·
Schoof
- Biografisch Portaal: 15175160
- Digitale Bibliotheek voor de Nederlandse Letteren: boss033
- Gemeinsame Normdatei: 12256345X
- International Standard Name Identifier: 0000 0000 2957 0999
- Library of Congress Control Number: n00086226
- Nederlandse Thesaurus van Auteursnamen: 070304262
- Parlement.com: vg09lkyl9fdv
- Virtual International Authority File: 64892211
- WorldCat: E39PBJktq7rJHF3hfMryhrBHG3